# Морозов, Николай Николаевич
Николай Николаевич Морозов (1916—1947) — лётчик-ас, участник Великой Отечественной войны, майор, Герой Советского Союза (1942).

## Биография
Родился 27 декабря 1916 года в Царском Селе (ныне — город Пушкин в Санкт-Петербурге). После окончания пяти классов школы и школы фабрично-заводского ученичества работал слесарем на заводе. В 1934 году Морозов был призван на службу в Рабоче-крестьянскую Красную Армию. В 1936 году окончил Качинскую военную авиационную школу лётчиков. С июля 1941 года — на фронтах Великой Отечественной войны.
К середине октября 1941 года старший лейтенант командовал эскадрильей 731-го истребительного авиаполка ПВО 148-й истребительной авиадивизии войск ПВО. Уже к тому времени он совершил 101 боевой вылет, принял участие в 16 воздушных боях, лично сбив 12 вражеских самолётов.
Указом Президиума Верховного Совета СССР «О присвоении звания Героя Советского Союза начальствующему составу войск противовоздушной обороны» от 4 марта 1942 года за «образцовое выполнение боевых заданий командования и проявленные при этом отвагу и геройство» удостоен высокого звания Героя Советского Союза с вручением ордена Ленина и медали «Золотая Звезда» за номером 669.
В 1944 году окончил Военно-воздушную академию. После окончания войны он продолжил службу в Советской Армии. Скончался от тяжелой болезни 12 июня 1947 года, похоронен в Черкассах.
Был также награждён орденом Красного Знамени и рядом медалей.
В честь Морозова было названо речное судно.

Могила Героя Советского Союза Морозова Н.Н. в Черкассах.
Могила Героя Советского Сюза Морозова Н.Н. Второй снимок.